# 9와 숫자들
9와 숫자들은 대한민국의 인디 밴드다. 멤버들은 숫자로된 예명을 쓰는데 현재는 송재경(이하 9), 유정목(이하 0), 유병덕(이하 3), 이용(이하 4)의 네 명의 멤버들로 활동하고 있다. 9와 숫자들은 4장의 정규 앨범과 1장의 미니 앨범, 다수의 싱글을 발표했다.

## 멤버

### 9
9는 9와 숫자들에서 보컬을 맡고 있다. 그는 9라는 예명을 고등학교 시절부터 사용했었는데 이는 그가 9와 숫자들을 결성하기 이전에 보컬로 활동했었던 록 밴드 그림자 궁전과 그 이전에 활동했던 관악청년포크협의회에서도 마찬가지였다. 그는 현재 극초단파와 로로스등의 아티스트가 소속된 인디 레이블 튠테이블 무브먼트를 운영하고 있다.

### 0
0은 9와 숫자들에서 기타를 맡고 있다. 그는 9와 숫자들에 합류한 후 9의 권유로 예명을 정하게 되었는데 영화 <저수지의 개들>의 미스터 블랙과 느낌이 비슷한 0을 선택했다. 그는 9와 3, 그리고 본인에 의해 합주 때 가장 의견 표현이 잦다고 평가받는다. 그는 그래미 어워드 올해의 앨범을 받고 싶다고 밝힌적이 있다. 그는 현재 밴드 프렌지 활동을 겸하고 있다.

### 3
3은 9와 숫자들에서 드럼을 맡고 있다. 그는 9와 숫자들에 합류한 후 9의 권유로 예명을 정하게 되었는데 공연 도중 관객들이 3과 잘 어울린다고 말 한 것을 계기로 3을 선택했다.

### 4
4는 9와 숫자들에서 베이스를 맡고 있다.9와 함께 록밴드'그림자궁전'출신이다. 그는 9와 숫자들에 합류한 후 직접 예명을 정하게 되었는데 여성들이 의사와 변호사 같이 ‘사’자가 들어간 직업을 좋아해서 4를 선택했다고 한다. 그는 가까운 지인들의 말에 따르면 첫인상과 다른 반전이 있다고 한다.

## 음반
9와 숫자들은 정규 앨범 《9와 숫자들》, 《보물섬》, 《수렴과 발산(Solitude and Solidarity)》, 《서울시 여러분》, 그리고 비정규 앨범 《유예》 와 《산타클로스》를 발표했으며 《Seoul Seoul Seoul》 과 《숨∞ 세 번째 [GREENPLUGGED Omnibus Album]》 두 앨범에 참여해 각각 하나 씩의 신곡을 수록곡 형식으로 발표했다.

### 《9와 숫자들》
2009년 12월 29일에 발표된 1집 《9와 숫자들》은 총 13개의 곡으로 구성되어있다. 1집은 복고적인 사운드를 담았다는 평을 많이 받았는데 멤버 본인들에 의하면 이는 앨범 제작 당시 9가 산울림, 시인과 촌장, 양희은, 이장희, 조동진의 음악에 심취해 있어서라고 한다. 1집은 신스팝과 기타팝을 기반으로 삼는데 제작 당시 스톤 로지스를 참고했다고 한다. 멤버들 중 1집에 가장 많은 기여를 한 9는 1집을 제작하며 록적인 사운드를 배재 하려고 노력했으며 전자 기타 디스토션 사운드 또한 거의 배제 했다고 했다. 그는 기본적으로 복고를 지향하며 ‘자신의 음악에 걸맞은 반주는 어떤 것일까?’라는 질문을 염두에 둔채 제작했다고 한다. 네오위즈벅스를 통해 배급되었다. 트랙은 다음 순서대로이다.
1. 그리움의 숲
2. 말해주세요
3. 오렌지 카운티
4. 석별의 춤
5. 칼리지 부기
6. 슈거 오브 마이 라이프
7. 삼청동에서
8. 실낙원
9. 이것이 사랑이라면
10. 선유도의 아침
11. 연날리기
12. 디엔에이
13. 낮은 침대

#### 그리움의 숲
가사와 멜로디만 있는 상태에서 편곡된 곡이다. 0이 1집에서 가장 좋아하는 곡이다.

#### 말해주세요
이 앨범의 타이틀 곡이다. 가사와 멜로디만 있는 상태에서 편곡된 곡이다. 영화 감독 윤성호의 <할 수 있는자가 구하라>의 메인 OST로 쓰였다.

#### 오렌지 카운티
편곡이 밑바탕이 된 곡이다.

#### 석별의 춤
편곡이 밑바탕이 된 곡이다.

#### 칼리지 부기
9에게 공연 때 호흡이 가장 잘 맞는다고 평가 받은 2곡 중 하나이다.

#### 슈거 오브 마이 라이프
9에게 공연 때 호흡이 가장 잘 맞는다고 평가 받은 2곡 중 하나이다.

#### 실낙원
멤버들에 의해 기타 리프가 돋보이는 곡으로 꼽혔다.

#### 선유도의 아침
9가 편곡하면서 초기의 구상과 많이 바뀐 대표적인 곡으로 꼽았다. 또한 그는 펫 숍 보이즈 (Pet Shop Boys)의 오마쥬 성격을 띄고 있는 곡이라고도 평가했다.

#### 연날리기
2008년 초에 작곡된 곡으로 9가 1집에서 가장 만들기 어려웠던 곡이라고 평가 받았다. 또한 그는 이 곡을 자기 자신에게 불러주는 곡으로 꼽기도 했다.

#### 디엔에이
이 곡은 원래 그림자 궁전을 위해 제작 되었었던 곡이다.

#### 낮은 침대
편곡이 밑바탕이 된 곡이다.

### 《유예》
2012년 11월 15일에 발표된 《유예》는 총 8곡으로 구성되어있다. 9,0,4는 《유예》가 의도치 않게 복고풍이라는 평을 받아서 의아해했었다고 한다. 9는 청중들이 이 앨범을 노랫말에 귀 귀울여 듣기를 당부했다. 0과 4는 청중들이 이 앨범을 트랙 리스트 순서를 따라 들어주기를 당부했다. 3은 청중들이 다른 사람들의 평가를 접하기 전에 앨범 자체를 먼저 듣기를 바랐다. 네오위즈인터넷을 통해 배급되었다. 트랙은 다음 순서대로이다.
1. 눈물바람
2. 몽땅
3. 유예
4. 그대만 보였네
5. 아카시아꽃
6. 착한 거짓말들
7. 플라타너스 (Studio Live)
8. 낮은 침대 (Studio Live) (Acoustic Ver.)

#### 눈물바람
이 앨범의 공동 타이틀 곡이다. 0,4,9가 자신들의 음악을 처음 접하는 사람한테 꼭 들려주고 싶은 곡으로 꼽았다. 0에게 공연 때 호흡이 가장 잘 맞는 곡이라고 평가 받았다. 9가 이 앨범에서 가장 청중들의 수용 폭이 넓은 곡으로 꼽았다.

#### 유예
3이 자신들의 음악을 처음 접하는 사람한테 꼭 들려주고 싶은 곡으로 꼽았으며 개인의 해석에 따라 가사와 멜로디가 다른 의미로 다가오는 노래라고 평가했다.

#### 그대만 보였네
만화 작가 정종수의 웹툰 <러브메이커>의 소재로 쓰였다. 9가 연주와 편곡이 가장 어려웠다고 평가했다.

#### 착한 거짓말들
4가 녹음 전에 새 파트가 생겨서 혼란스러웠지만 녹음 후에는 가장 만족했던 곡으로 꼽았다.

#### 낮은 침대 (Studio Live) (Acoustic Ver.)
멤버 전원에 의해 작업 과정이 가장 순탄했던 곡으로 꼽혔다.

### 《산타클로스》
2012년 12월 13일에 발표된 《산타클로스》는 디지털 싱글의 형식을 띈 앨범이다. 수록곡은 <산타클로스>가 유일하다. 네오위즈인터넷을 통해 배급되었다.

### 《Seoul Seoul Seoul》
2012년 3월 6일 발표된 《Seoul Seoul Seoul》에는 9와 숫자들의 <서울 독수리>가 수록되어있다. 네오위즈인터넷을 통해 배급되었다.

### 《숨∞ 세 번째 [GREENPLUGGED Omnibus Album]》
2013년 5월 6일 발표된 《숨∞ 세 번째 [GREENPLUGGED Omnibus Album]》에는 9와 숫자들의 <바람을 가둔 미로>가 수록되어있다. 네오위즈인터넷을 통해 배급되었다.

### 《보물섬》
2014년 11월 25일 발표된 두번째 정규앨범이다. 총 13곡이 수록되어있으며, 타이틀곡은 <<숨바꼭질>>.

### 《수렴과 발산(Solitude and Solidarity)》
2016년 11월 26일 발표된 세번째 정규앨범이다. 총 11곡이 수록되어있으며, 타이틀곡은 <<앨리스의 섬(Song for Tuvalu)>>.

### 《서울시 여러분》
2019년 11월 27일 발표된 네번째 정규앨범이다. 총 11곡이 수록되어있으며, 타이틀곡은 <<24L>>.

## 활동 내역

### 수상
- 《9와 숫자들》로 제8회 한국대중음악상 최우수 모던 록 음반 부문 수상
- 《9와 숫자들》이 2010 한겨래 대중 음악 연말 결산에서 ‘100비트’ 평론가가 뽑은 올해의 국내 앨범 부문 1위에 선정[18]
- 《9와 숫자들》이 2010 대중음악 웹진 [보다] 올해의 음반 1위에 선정
- 《유예》가 제9회 한국대중음악상 4개 부문 노미네이트
- 《유예》이 2012 대중음악 웹진 [Weiv] 올해의 국내 음반 1위에 선정

### 공연
- 대한민국 라이브 뮤직 페스티벌 2012에서 공연
- 2011 전주 국제 영화제에서 공연[19]
- 올림픽홀 뮤즈라이브에서 9와 숫자들&안녕바다 합동 콘서트 진행
- 3호선버터플라이 <Dreamtalk Tour> 서울공연 게스트 공연
- 2013 그린플러그드에서 공연
- 2013 안산밸리록페스티벌에서 공연